# Раковичи (Ленинградская область)
Раковичи — деревня в Скребловском сельском поселении Лужского района Ленинградской области.

## История
Деревня Раковичи упоминается на карте Санкт-Петербургской губернии 1792 года, А. М. Вильбрехта.
Деревня Раковичи упомянута в дневнике генерал-майора Павла Сергеевича Пущина, на тот момент капитана, командира 9-й роты лейб-гвардии Семёновского полка. С 15 по 17 марта 1812 года его рота останавливалась на постой в Раковичах при переходе полка, входившего во время Отечественной войны 1812 года в состав 5-го резервного корпуса 1-й армии, из Санкт-Петербурга на юго-запад для войны с Наполеоном.
Деревня Раковицы и близ неё усадьба Раковицкая помещика Хохлова, обозначены на карте Санкт-Петербургской губернии Ф. Ф. Шуберта 1834 года.

РАКОВИЧИ — деревня, принадлежит: коллежскому советнику Петру Базанину, число жителей по ревизии: 14 м. п., 15 ж. п.

артиллерии капитану Василию Хохлову с братьями, число жителей по ревизии: 14 м. п., 16 ж. п.

надворной советнице Катерине Хохловой, число жителей по ревизии: 4 м. п., 5 ж. п.

При ней:

а) Питейный дом того же названия деревянный

б) Казённый, деревянный на каменном фундаменте телеграф именуемый Раковичский под № 22 (1838 год)

В первой половине XIX века в деревне была возведена деревянная часовня.
Как деревня Раковицы она отмечена на карте профессора С. С. Куторги 1852 года.

РАКОВИЧИ — деревня господ Хохловых и Никифоровой, по почтовому тракту, число дворов — 8, число душ — 20 м. п. (1856 год)

Согласно X-ой ревизии 1857 года деревня состояла из трёх частей:

1-я часть: число жителей — 10 м. п., 10 ж. п.
  
2-я часть: число жителей — 6 м. п., 5 ж. п.

3-я часть: число жителей — 11 м. п., 17 ж. п.

РАКОВИЧИ — деревня владельческая при озере Раковском, число дворов — 5, число жителей: 21 м. п., 29 ж. п. (1862 год)

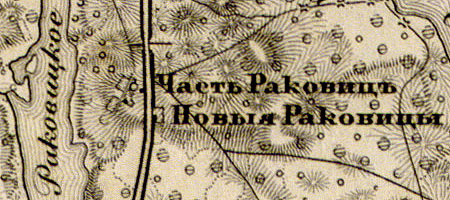
Деревня Раковичи на карте 1863 года

Согласно карте из «Исторического атласа Санкт-Петербургской Губернии» 1863 года деревня называлась Новые Раковицы.
В 1871—1872 году временнообязанные крестьяне деревни выкупили свои земельные наделы у А. А. Половцева и стали собственниками земли.
Согласно подворной описи Ропотского общества Кологородской волости 1882 года, деревня называлась Раковичи и состояла из трёх частей:
 
1) бывшее имение Половцева, домов — 10, душевых наделов — 13, семей — 8, число жителей — 17 м. п., 29 ж. п.; разряд крестьян — собственники.
  
2) бывшее имение Никифорова, домов — 2, душевых наделов — 6, семей — 3, число жителей — 7 м. п., 6 ж. п.; разряд крестьян — водворённые на земле мелкопоместных владельцев.

3) бывшее имение Хохловой, домов — 12, душевых наделов — 11, семей — 8, число жителей — 20 м. п., 24 ж. п.; разряд крестьян — временнообязанные.
В 1884—1885 году временнообязанные крестьяне деревни выкупили свои земельные наделы у В. М. Хохловой.
Согласно материалам по статистике народного хозяйства Лужского уезда 1891 года, одно из имений при селении Раковичи площадью 77 десятин принадлежало жене присяжного поверенного П. О. Ивашинцевой, имение было приобретено частями в 1884 и 1889 годах за 5275 рублей; второе имение принадлежало мещанину П. А. Шпрингфельдту, имение было приобретено до 1868 года; третье имение площадью 112 десятин принадлежало полковнику К. А. Модраху, имение было приобретено в 1873 году за 1200 рублей; кроме того, пустошь Раковичи принадлежала наследникам капитана В. М. Хохлова, пустошь была приобретена до 1868 года.
В XIX — начале XX века деревня административно относилась к Кологородской волости 2-го земского участка 2-го стана Лужского уезда Санкт-Петербургской губернии.
По данным «Памятной книжки Санкт-Петербургской губернии» за 1905 год деревня Раковичи образовывала Раковичское сельское общество. Землёй в деревне владели: генерал-майор Карл Андреевич Модрах — 106 десятин и некая Дойникова — 77 десятин.
С 1917 по 1919 год деревня Раковичи входила в состав Раковичского сельсовета Кологородской волости Лужского уезда.
С 1920 года, в составе Ропотского сельсовета.
С 1923 года, вновь в составе Раковичского сельсовета.

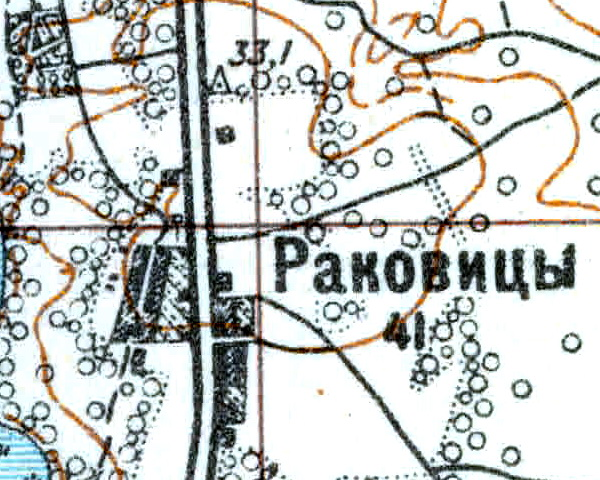
Деревня Раковицы на карте 1926 года

Согласно топографической карте 1926 года деревня называлась Раковицы и насчитывала 41 двор.
С февраля 1927 года, в составе Лужской волости, с августа 1927 года — Лужского района.
С 1928 года, в составе Смердовского сельсовета.
С 1930 года, в составе Естомического сельсовета.
По данным 1933 года деревня Раковичи входила в состав Естомического сельсовета Лужского района.
В 1940 году население деревни Раковичи составляло 186 человек.
Деревня была освобождена от немецко-фашистских оккупантов 14 февраля 1944 года.
С 1950 года, вновь в составе Смердовского сельсовета.
В 1958 году население деревни Раковичи составляло 80 человек.
По данным 1966 года деревня Раковичи входила в состав Смердовского сельсовета.
По данным 1973 года деревня Раковичи входила в состав Калгановского сельсовета.
По данным 1990 года деревня Раковичи входила в состав Межозёрного сельсовета.
По данным 1997 года в деревне Раковичи Межозёрной волости проживал 28 человек, в 2002 году — 70 человек (русские — 90 %).
В 2007 году в деревне Раковичи Скребловского СП также проживали 38 человек.

## География
Деревня расположена в южной части района на старом участке автодороги Р23 «Псков» (E 95, Санкт-Петербург — граница с Белоруссией).
Расстояние до административного центра поселения — 6 км.
Расстояние до ближайшей железнодорожной станции Луга I — 9 км.
Деревня находится на восточном берегу Раковичского озера.

## Демография
| 1838 | 1862 | 1940 | 1958 | 1997 | 2007 | 2010 |
| ---- | ---- | ---- | ---- | ---- | ---- | ---- |
| 68   | ↘50  | ↗186 | ↘80  | ↘28  | ↗38  | ↗63  |
| 2017 |      |      |      |      |      |      |
| ↗70  |      |      |      |      |      |      |

## Улицы
Алексеевская, 1-й Дачный переулок, 2-й Дачный переулок, Лесная, Новая, Озёрная, Полевая, Придорожная, Садовый переулок, Сосновый переулок, Цветочный переулок, Центральная.